# Kresniški Vrh
Kresniški Vrh je naselje v Občini Litija.

## Šport
Asfaltni vzpon po klancu iz smeri Jevnice predstavlja zahteven zalogaj tudi bolje pripravljenim kolesarjem. Klanec se začne z zelo strmim in enakomernim naklonom, v drugem delu pa rahlo popusti. Vzpon s štartom v Kresnicah je nekoliko položnejši, a še vedno ne lahek. Je daljši kot vzpon iz Jevnice.
Na vrh vodi tudi peš pot s startom v Kresniških Poljanah in poteka po poti, ki jo domačini imenujejo »mim Juga«. Naklon je zmeren, teren pa nezahteven in primeren tudi za začetnike.